# Grzegorzowice (Sainte-Croix)
Pour les articles homonymes, voir Grzegorzowice.
Grzegorzowice est une localité polonaise de la gmina de Waśniów, située dans le powiat d'Ostrowiec en voïvodie de Sainte-Croix.